# IBM PS/2 Note

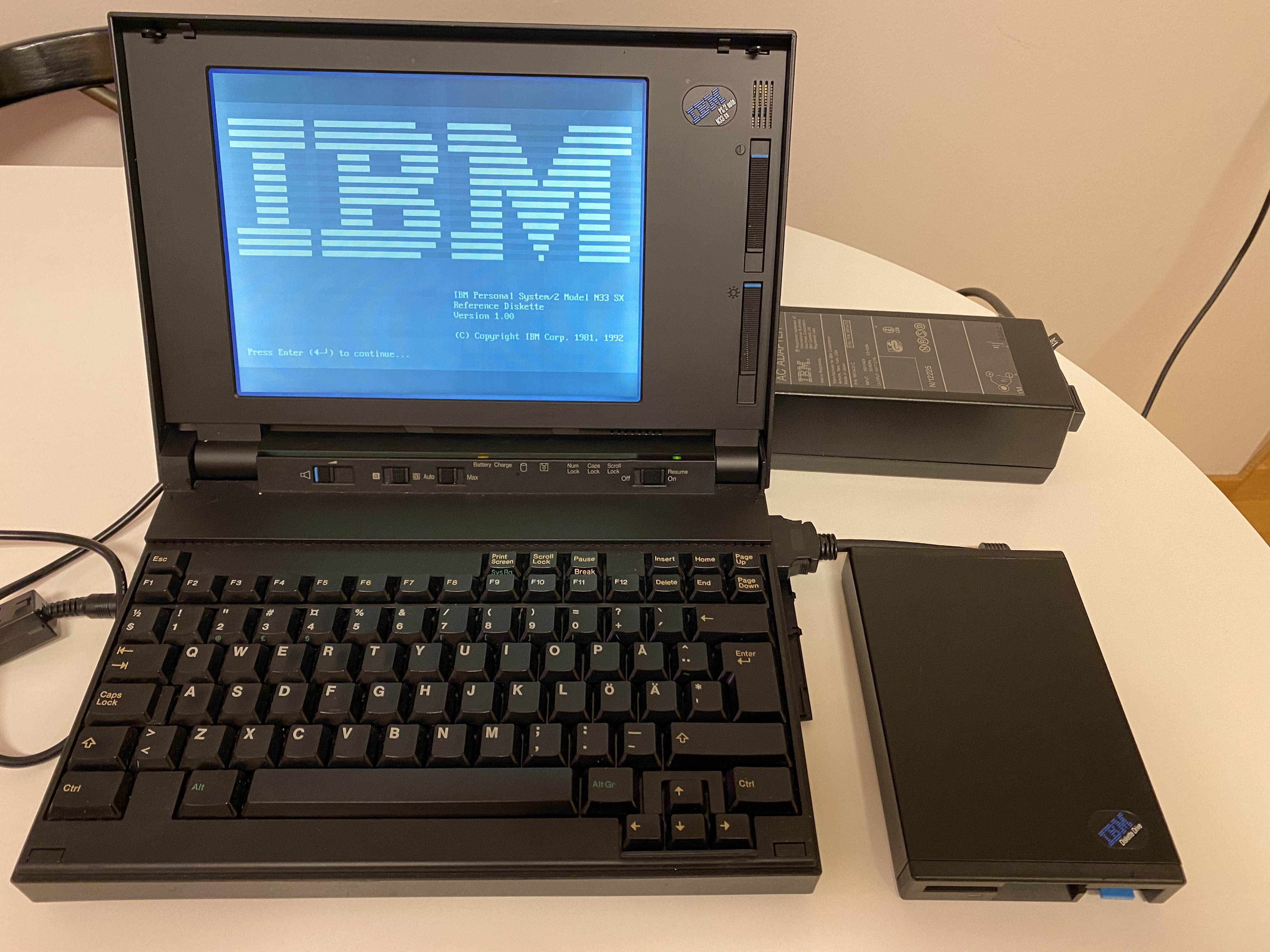
IBM PS/2 Note N33SX.

IBM PS/2 Note é uma série de laptops produzidos pela IBM entre os anos de 1992 a 1994, fazendo parte da família IBM PS/2.
O primeiro modelo foi o N33SX lançado em 1992, no mesmo ano também foram lançados o modelo N51SX e o modelo N51SLC (baseado no IBM 386SLC). No mesmo ano também foram lançados os modelos de baixo custo N45SL, o 182/E82/N82 e 425/425C, sendo que o último modelo foi lançado também na linha ThinkPad.